# Seleção Islandesa de Voleibol Masculino
A seleção islandesa de voleibol masculino é uma equipe europeia composta pelos melhores jogadores de voleibol da Islândia. A equipe é mantida pela Federação Islandesa de Voleibol (Blaksamband Íslands). A equipe não consta no ranking mundial da FIVB segundo dados de 4 de janeiro de 2012.